# Жизела
Жизела (фр. Giselle) је романтични балет по мотивима приче Теофила Готјеа. Аутор музике је Адолф Адам.

## Историја
Прво извођење овај балет је имао у Париској опери 28. јуна 1841. Оригиналну кореографију су поставили Жан Корали и Жил Перо.
После периода у које је овај балет био заборављен на западу, Сергеј Дјагиљев је вратио „Жизелу” на бину своје трупе, Руског балета, 1910. Главне улоге су играле главне звезде трупе Дјагиљева, Тамара Карсавина и Вацлав Нижински. Од тада ово дело представља део свих значајнијих балетских репертоара.

### Први чин
У селу је виноградарска свечаност. Жизела, сеоска девојка, заљубљује се у Лојза, не знајући да је то прерушени принц Алберт, војвода од Шлезије. Игру двоје заљубљених прекида шумар Хиларион, који такође жели наклоност Жизеле. Она га одбија и шумар огорчен одлази.
Сви играју. Мајка опомиње Жизелу да играње представља велики напор за њено слабо срце. Она је подсећа да ће ако умре пре венчања отићи у царство вила. Војвода од Курландије са својом свитом из лова, зауставља се испред Жизелине куће. Војводина кћи Батилда, очарана лепотом и љупкошћу Жизеле, поклања јој своју скупоцену огрлицу.
Шумар Хиларион открива сакривен сребрни мач са грбом који припада грофу Алберту, те се његова сумња у лажно представљање Лојза обистињује. Он открива Албертову превару пред војводом, његовом ћерком, свитом и сељацима. Жизела сазнаје да је принцеза Батилда, Албертова вереница.
Преварена, схвата да се цео њен идилични свет руши. Остаје само далеко присећање на изгубљену љубав. Губи разум и умире.

### Други чин
На гробљу поред језера, Жизелин гроб обасјава месечина. Мучен грижом савести, Хиларион долази на Жизелин гроб. Пролећу беле сенке. То су Виле, духови преварених девојака које су умрле пре свог венчања. Оне се свете младићима наводећи их на игру од смрти. Мирта, њихова краљица, наређује да Хилариона усмрте. Она позива Жизелу из гроба, да се придружи свету вила; Жизела се појављује покривена белим велом.
Принц Алберт не може да заборави Жизелу и долази на гроб. Одједном, приказује му се дух његове вољене. Немилосрдна Мирта одређује и њему судбину играња у вилинском колу до смрти. Алберт губи снагу и пада, верујући да му је дошао крај. Звона објављују свитање. Беле сенке ишчезавају. Нестаје дух Жизеле, Алберт остаје сам. Снага вечите љубави га је спасила.

## О настанку балета „Жизела”
Књижевник Теофил Готје трагајући за либретом који ће највише одговарати његовој великој љубави, уметници Шарлоти Гриси (данас је заборављено да је била и одлична певачица) инспирацију налази у Хајнеовом делу „Слике с путовања“. Ту је описана некаква легенда словенског порекла по којој девојке које су умрле пре венчања, сваке ноћи устају из гробова и постају виле које играју по читаву ноћ. Ако их неко тада види, хватају га у вилинско коло и осуђују на игру до смрти. Либретиста Сен-Жорж уобличио је ову причу у либрето. Кореограф је био Жан Корали, а протагонисти на премијери Шарлота Гриси и Лисијен Петипа. Историчари балета сматрају да су удела у кореографији имали и сама Шарлота Гриси (и да је могуће да су неке соло варијације Жизеле великим делом њене) и њен супруг Жил Перо (познати кореограф), али данас материјалних доказа за ову тврдњу нема.